# Fondation pour la recherche médicale

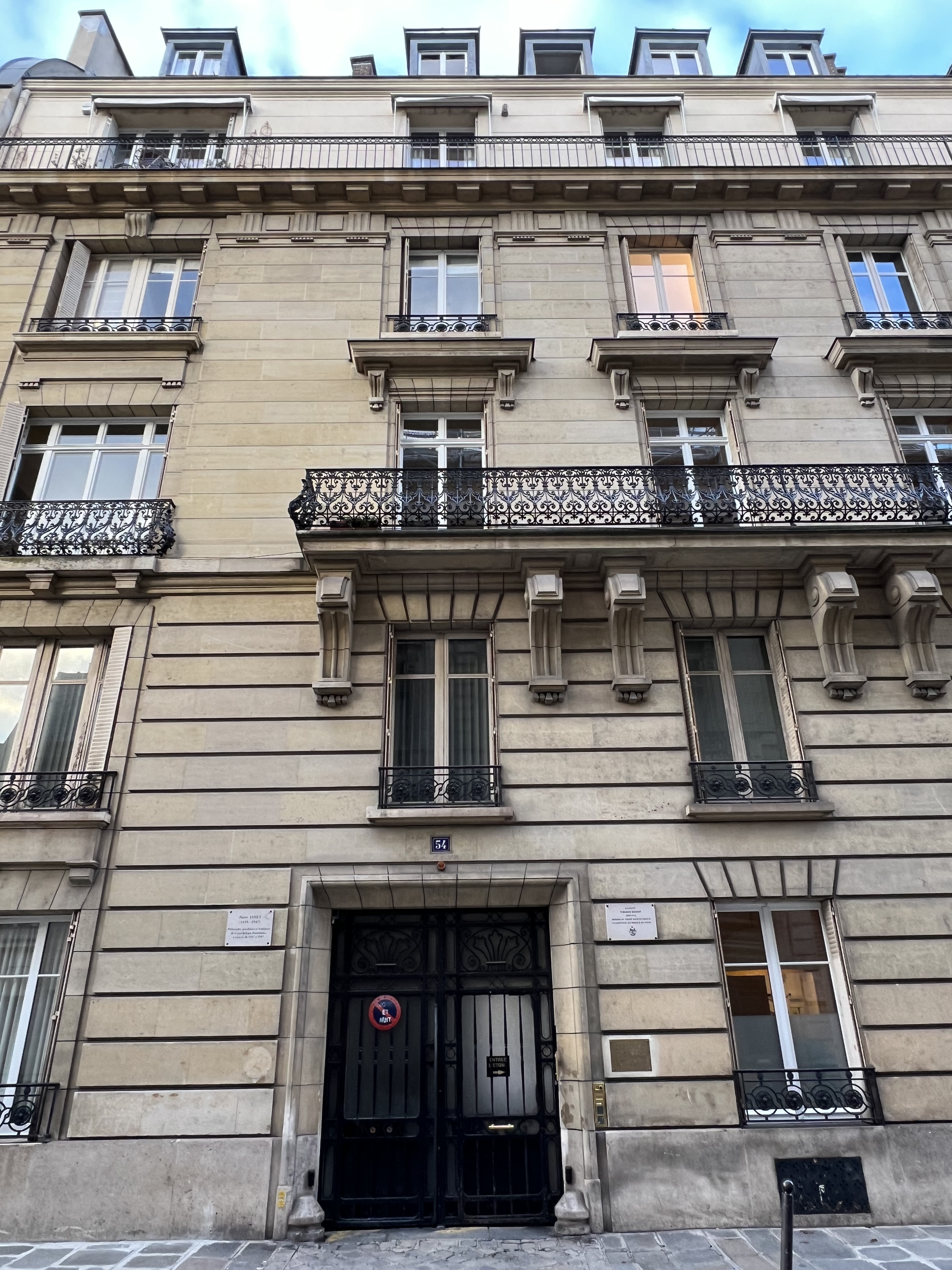

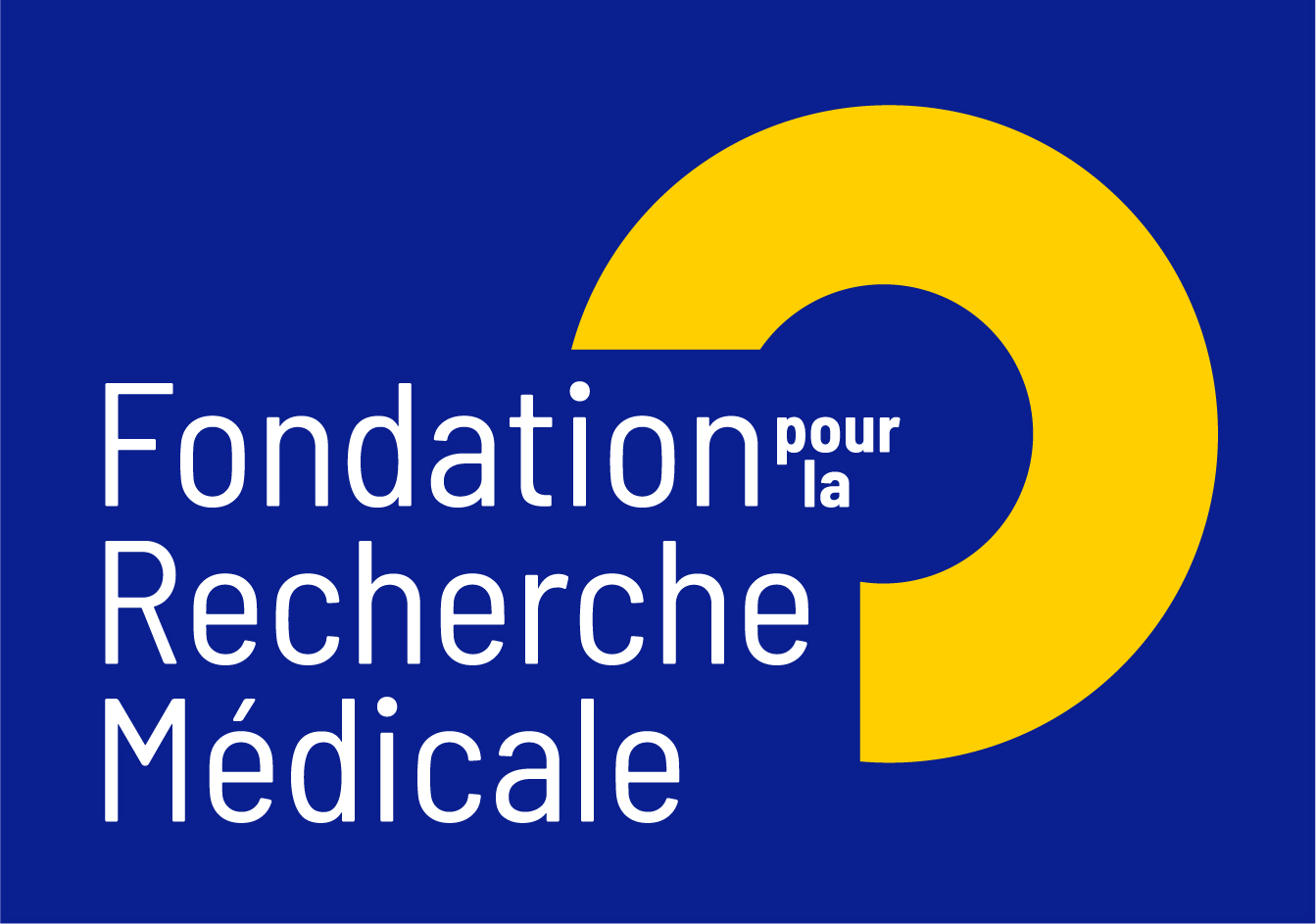

Fondation pour la recherche médicale lub FRM – francuska fundacja założona w 1947 r. na zasadzie prywatnej przez profesorów medycyny Jeana Bernarda i Jeana Hamburgera, jednak w 1965 r. została uznana za organizację non-profit. Jej misją jest wspieranie i finansowanie badań publicznych we wszystkich obszarach medycyny i patofizjologii. Finansowanie FRM opiera się wyłącznie na napływających darowiznach i zapisach. Aby udostępnić społeczeństwu swoją działalność i umożliwić bezpieczne zbieranie datków, fundacja przystępiła do Komisji Statutowej.

## Historia
Od swojego powstania w 1947 roku Towarzystwo Badań Medycznych nie ograniczało się do finansowania badań nad konkretnym schorzeniem ale nad całą gamą chorób, w tym: chorobą Alzheimera, nowotworami, zawałem serca, białaczką, cukrzycą, stwardnieniem rozsianym, chorobą Parkinsona, chorobami geriatrycznymi, chorobami zakaźnymi oraz chorobami rzadkimi. Stowarzyszenie otrzymało status fundacji w 1962 po tym jak 132 badaczy i lekarzy podpisało apel o prywatne wsparcie. Status organizacji non-profit został uznany 14 maja 1965 roku.